# San Felipe, Colombia
San Felipe är en ort i Colombia.   Den ligger i departementet Guainía, i den östra delen av landet, 800 km öster om huvudstaden Bogotá. San Felipe ligger 86 meter över havet och antalet invånare är 982.
Terrängen runt San Felipe är platt.  Trakten runt San Felipe är nära nog obefolkad, med mindre än två invånare per kvadratkilometer. Det finns inga andra samhällen i närheten. I omgivningarna runt San Felipe växer i huvudsak städsegrön lövskog.